# Soldat cyborg
Série
Scared to Death
(1981)
Pour plus de détails, voir Fiche technique et Distribution.
Soldat cyborg (Syngenor) est un film américain réalisé par George Elanjian Jr. en 1990. C'est la suite du film de 1981, Scared to Death.

## Synopsis
Dans le laboratoire Norton Cyberdyne, après des années de recherches le soldat parfait est né. Mais un de ces soldats s'échappe du laboratoire et va même jusqu'à tuer son créateur. Sa nièce, aidée d'un journaliste, décide de s'attaquer au monstre.

## Fiche technique
- Titre : Soldat cyborg
- Titre original : Syngenor
- Réalisateur : George Elanjian Jr.
- Scénario : Brent V. Friedman et Michael Carmody
- Musique : Thomas Chase et Steve Rucker
- Photographie : Jim Mathers
- Montage : Ellen Keneshea
- Production : Jack F. Murphy
- Société de production : American Cinema Marketing
- Pays :  États-Unis
- Genre : Horreur, science-fiction
- Durée : 98 minutes
- Dates de sortie : 
  -  États-Unis : 3 octobre 1990

## Distribution
- David Gale (en) : Carter Brown
- Starr Andreeff (en) : Susan Valentine
- Mitchell Laurance (en) : Nick Cary
- Jeff Doucette : David Greenwait